# Procés Williams

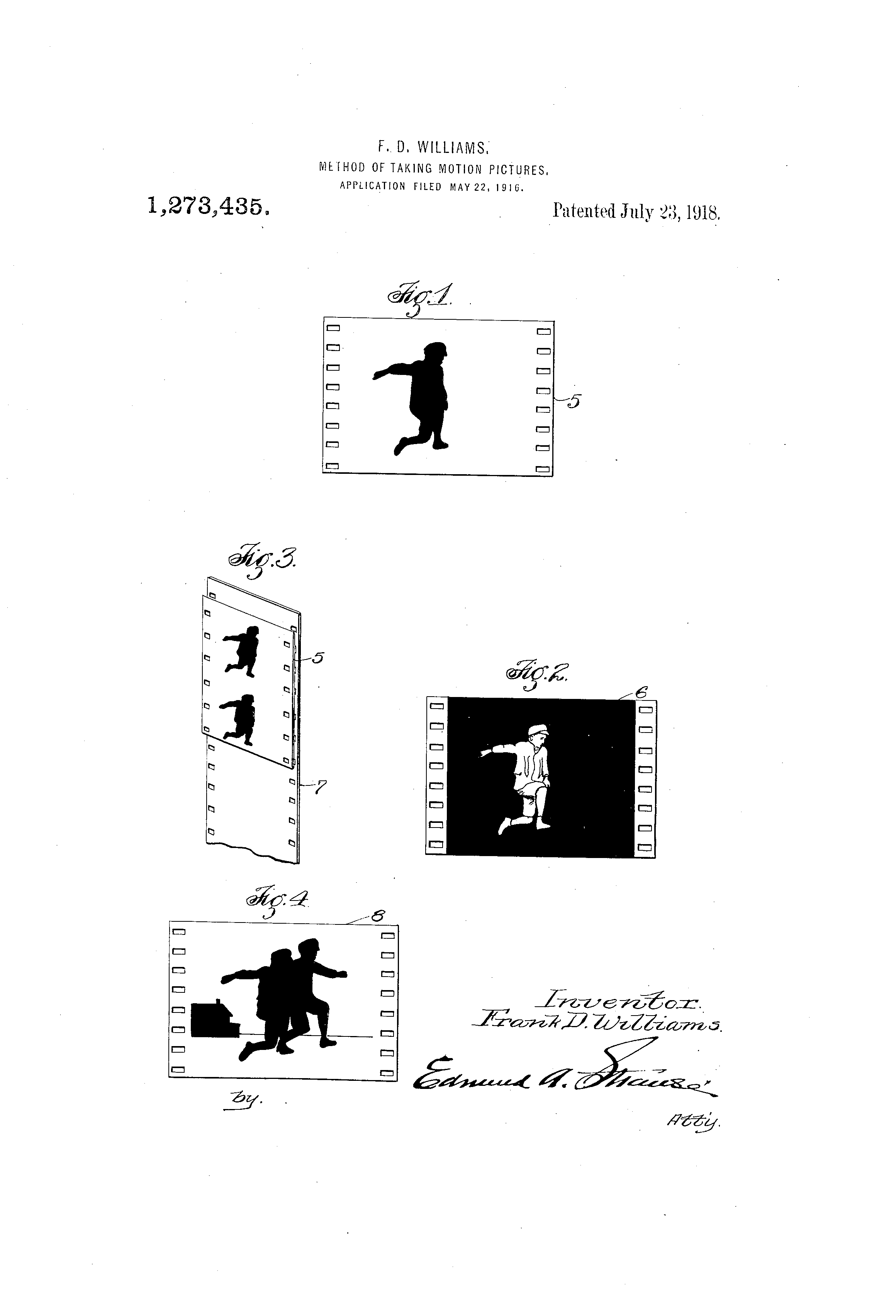
Patent realitzada per Frank D. Williams en què observem els diferents passos del procés Williams.

El procés Williams o Williams double matting process és una tècnica de creació de mattes o màscares en moviment patentada pel director de fotografia americà Frank D. Williams l'any 1918. A diferència dels mattes anteriors, podia captar-se els actors en moviments i incorporar-los en fons gravats de manera separada.
Gràcies a la seva invenció, Williams va fundar el seu propi laboratori cinematogràfic, el Frank Williams Studio o Frank Williams Laboratories, dedicat a la realització d'efectes especials de tota mena i on van treballar figures tan rellevants per a la indústria dels efectes especials com John P. Fulton.

## Origen[6]
Frank Williams començà a treballar en la seva futura invenció el 1912 de manera precària: alternava èpoques treballant com a càmera per reunir estalvis i altres en les que es dedicava al seu projecte, sovint en el lavabo del lloc on vivia en el moment. El seu primer intent d'utilitzar el procés Williams va ser el 1912, mentre treballava com a càmera per al director Mack Sennett, però va resultar fallit. Els errors de les càmeres i impressores del moment, juntament amb el cel·luloide que s'utilitzava van impossibilitar aquest primer intent. Tanmateix, Williams persistí, i el 1917 va rebre l'ajut del productor Adoplh Zukor, que li cedí espai en què treballar en el seu laboratori. Malgrat tot, els problemes que tenia el 1912 no s'havien resolt i també va fallar.
No va ser fins al 1922, en la producció de Wild Honey, que Williams va tenir èxit. Gràcies a la millor qualitat de cel·luloide, l'ús de trípode i una impressora especial, el procés Williams va funcionar finalment. Aquesta impressora, fabricada pel mateix Frank Williams, presentava una precisió d'una deumil·lèsima part d'una polzada, i, segons els plànols, va costar 18000 dòlars de l'època.

## Funcionament
El procés es basava en les propietats del cel·luloide. Primerament es gravava l'actor o actors sobre un fons negre, tot i que més tard es treballà amb fons blancs i blaus, i s'imprimia el material filmat sobre pel·lícula d'alt contrast diverses vegades fins a conseguir una còpia, anomenada holdout matte, que mostrés la silueta de la persona de color negre i el fons, blanc. D'això es feia una còpia inversa, amb la silueta en blanc i el fons negre, coneguda com a cover matte. En unir-se el holdout matte amb la gravació del fons desitjat, la imatge quedava impresa sobre les zones blanques, mantenint verge la part negre de la silueta. A continuació, s'imprimia la pel·lícula original amb la gravació de l'actuació sobre el nou material (amb el fons adherit i la silueta encara negra). Unint-hi el cover matte s'aconseguia revelar només en la zona blanca, que en aquest cas era la silueta de l'actor, per aconseguir la còpia final.
Durant molt de temps va ser l'únic sistema de realització de mattes en moviment pràctic, però comportava alguns problemes. Les moltes còpies que s'havien de fer de la pel·lícula provocaven un efecte d'halo molt inconvenient. A més, tot i que el procés era adequat per les pel·lícules a color, era bastant poc convincent en blanc i negre.

## Ús
La tècnica va ser utilitzada per primera vegada a la pel·lícula Wild Honey el 1922 amb l'ajut del director d'art dels estudis Universal, Elmer Sheeley. També es va utilitzar a Sunrise: A Song of Two Humans del director expressionista alemany F.W. Murnau, el 1927. Més tard, degut a la seva popularització, el procés Williams es va emprar a pel·lícules com The Lost World (1925), King Kong, Ben Hur o The Invisible Man (1933), on va tenir una especial importància.

### L'home invisible[13]
La pel·lícula de The Invisible Man, dirigida el 1933 per James Whale i basada en la novel·la homònima d'H.G. Wells, presentava un gran repte pel que fa a efectes especials: fer invisible algú. Per a aquesta tasca es va triar un gran equip, dirigit per John P. Fulton, el cap del departament d'efectes especials d'Universal i l'antic aprenent de Frank Williams, que també treballà en la pel·lícula. Per convertir en invisible a Claude Rains, l'actor principal, van utilitzar el procés Williams, juntament amb l'stop-motion i cables. A més, en la postproducció es va haver de retocar manualment més de 60.000 fotogrames per esborrar qualsevol defecte que pogués revelar el trucatge.
Un any després de l'estrena de la pel·lícula, John P. Fulton escrigué això a la revista American Cinematographer sobre la gravació de The Invisible Man:
Utilitzàvem un set completament negre —amb vellut negre a les parets i el terra, per tal que fos el més antireflector possible. L'actor anava vestit de cap a peus amb mitges negres de vellut, guants negres i una mena de casc negre. A sobre, duia la roba que es necessitava [per l'escena a gravar]. Això ens permetia visualitzar la roba, sense el cos, movent-se sobre la foscor. Aquest negatiu s'imprimia i un duplicat intensificat [d'alt contrast] ens servia per realitzar mattes. Llavors, amb una impressora normal, procedíem a fer la composició: primer imprimíem el positiu del fons i l'acció normal, utilitzant el matte del negatiu intensificat per emmascarar les zones on s'havia de moure la roba de l'home invisible. Després imprimíem altra vegada, utilitzant el matte positiu per protegir l'àrea ja impresa i revelar la roba en moviment del negatiu "trucat".
És a dir, l'actor principal —Claude Rains— i el fons eren coberts de material negre antirreflector, vellut, i a sobre d'aquesta primera capa, Rains duia la roba del personatge. Aquesta gravació seria unida amb la del fons, realitzada de manera independent, però primer calia fer el holdout matte: la còpia d'alt contrast que ens mostraria el fons i el cos de l'actor negres, deixant blanca només la roba desitjada. Després, a partir del holdout matte es feia una còpia inversa, el cover matte, amb la roba de color negre i el fons blanc. Llavors calia unir el holdout matte amb la gravació normal (amb el fons, objectes i altres actors) per tal que només s'imprimís a les zones blanques: el fons i el cos cobert de l'actor. Finalment, s'utilitzava el cover matte per cobrir la pel·lícula impresa i revelar només la roba movent-se sola per aconseguir l'escena definitiva.

## Evolució
Tot i que la tècnica de Williams superava els mattes amb cristalls de Norman Dawn, director de The Great Train Robbery, aviat va aparèixer un avenç superior: el procés Dunning o Dunning-Pomeroy Self Matting Process, patentat el 1927.
El procés Dunning aprofitava les característiques del film pancromàtic, que tot i veure's en blanc i negre, és sensible a tots els colors. Així doncs, les imatges es gravaven de la següent manera: el fons es mantenia de color blau i els elements a mantenir per la pressa final eren il·luminats amb llum groga-taronja. D'aquesta manera, fent servir de la separació per color, es creava un matte de la zona taronja. A continuació, s'unia amb la gravació del fons, tintada del mateix to groc-taronjós, carregant ambdós carrets en la mateixa càmera o en una impressora òptica.
Més endavant, aparegué la retroprojecció (rear projection o process shooting) per cobrir aquesta mateixa necessitat. Tot i que el mètode existia abans dels anys 30, no va ser fins aquell moment en què es va poder sistematitzar gràcies a les millores tècniques. El primer mètode de rear projection era una tècnica d'animació patentada per Willis O'Brien el 1933. Aquesta consistia a projectar fotograma a fotograma la pel·lícula amb l'acció gravada sobre un cristall o pantalla translúcida, mentre davant s'animaven les maquetes. Aquest procés es perfeccionaria en la producció del King Kong del 1933 amb l'ajut de Sindey Saunders, un dels caps del departament de pintura de la RKO que fabricà una pantalla de cel·lulosa especial per evitar defectes en la imatge, i Linwood Dunn, cocreador de la impressora òptica Acme-Dunn.
Una altra variant de la rear projection era la que sorgí amb el boom del cinema sonor i la consegüent necessitat de gravar en estudis. El plantejament era similar: els actors eren gravats actuant mentre el fons pregravat era projectat sobre una pantalla. Fins llavors, no havia estat possible perquè calien projectors potents que es poguessin coordinar amb les càmeres per evitar problemes en la projecció. Una gran contribució va ser el projector de tres caps, instaurat a finals dels 30, i inventat per Farciot Edouart —cap del departament de transparències i posteriorment d'efectes especials de Paramount.
Finalment, el darrer invent basat en el procés Williams va ser el sodium vapor process o yellow screen, desenvolupat per Petro Vlahos per a la producció de Mary Poppins feta per Disney el 1964 i perfeccionat per Ub Iwerks. Aquest consistia en posicionar els actors a aïllar sobre un fons blanc il·luminat per làmpades de vapor de sodi, que emeten una longitud d'ona molt característica (d'uns 589,3 nanòmetres). Utilitzant un prisma especial se separava de manera que l'acció dels actors era capturada en cel·luloide a color, mentre el fons s'imprimia sobre film en blanc i negre, creant un matte que calia invertir abans d'unir totes les capes. Tanmateix, donat que Disney era l'únic propietari dels materials necessaris per dur a terme aquesta tècnica (el prisma, les llums, els tècnics capacitats, etc.) i que el procés en si era tediós i complex, va acabar sent substituït per la tecnologia de pantalla blava refinada.